# Eugeniusz Kolanko
Eugeniusz Kolanko (ur. 1919 w Krościenku Niżnym, zm. 27 maja 1944 w Krakowie) – poeta konspiracyjny i satyryk, organizator Szarych Szeregów.

## Życiorys
Urodził się w 1919 w Krościenku Niżnym Do szkoły podstawowej uczęszczał w Krośnie. Ukończył Liceum Administracyjno-Handlowe we Lwowie, a potem studiował na Wydziale Humanistycznym Uniwersytetu Lwowskiego. Przed wojną publikował wiersze w prasie lwowskiej.
Po napadzie Niemców na ZSRR, walczył w szeregach Armii Radzieckiej, a po ucieczce z niewoli, przeszedł do pracy w konspiracji w Armii Krajowej. Często zmieniał miejsce pobytu (Lwów, Lublin, Warszawa, Kraków, Krosno).
Był współpracownikiem czasopism konspiracyjnych i aktywnym członkiem grupy młodzieży AK, która wydawała prasę podziemną w latach okupacji w Krakowie. W utworach przemycał patriotyczne treści, podtrzymywał nadzieje niepodległościowe. Swoje wiersze drukował w czasopismach konspiracyjnych (Czuwaj, Przegląd Polski, Watra, Na ucho) oraz podstępnie w gadzinowej prasie niemieckiej. Był autorem dwu antologii poezji z l. 1939-44 „Krwawe i zielone" i „Dysonanse”.
Ścigany przez gestapo, 4 maja 1944 został aresztowany, a 27 maja rozstrzelany przy ul. Botanicznej w Krakowie.
Patronat jego imienia nadano Szkoła Podstawowa nr 4 w Krośnie. Tam w 1983 odsłonięto tablicę upamiętniającą jego osobę.